# Idiataphe batesi
Idiataphe batesi is een libellensoort uit de familie van de korenbouten (Libellulidae), onderorde echte libellen (Anisoptera).
De wetenschappelijke naam Idiataphe batesi is voor het eerst geldig gepubliceerd in 1913 door Ris.